# Cratobracon reticulatus
Cratobracon reticulatus är en stekelart som först beskrevs av Cameron 1903.  Cratobracon reticulatus ingår i släktet Cratobracon och familjen bracksteklar. Inga underarter finns listade i Catalogue of Life.